# ديريك تود لي
ديريك تود لي (بالإنجليزية: Derrick Todd Lee) هو قاتل متسلسل أمريكي، ولد في 5 نوفمبر 1968 في سانت فرانسيسفيل في الولايات المتحدة، وتوفي في 21 يناير 2016 في مقاطعة ويست فيليكينا في الولايات المتحدة بسبب قصور القلب.